# Wladimir Borissowitsch Bechterew
Wladimir Borissowitsch Bechterew (russisch Владимир Борисович Бехтерев; * 22. April 1973 in Ischewsk) ist ein ehemaliger kirgisischer Biathlet. Bis 2002 startete er für den russischen Verband.

## Werdegang
Der geborene Russe Wladimir Bechterew war bis einschließlich 2002 für Russland, 2003 im letzten Jahr seiner Karriere als Aktiver für Kirgisistan am Start. Er begann 1983 mit dem Biathlon und startete für den Sport-Club Chanty-Mansijsk. 1999 gab er bei einem Einzel in Hochfilzen als 48. sein Debüt im Biathlon-Weltcup. Das erste und einzige Mal in die Punkteränge bei einem Weltcup-Individualrennen lief er im Jahr 2000 beim Verfolger in Antholz, als er von Platz 50 nach dem Sprint noch auf Platz 22 nach vorn lief. In derselben Saison bestritt er auch sein letztes Einzel beim Weltcup in Lahti (Platz 83), der Einsatz im Jahr 2002 im Staffelrennen ebenfalls in Antholz war sein letzter Weltcupauftritt für Russland. Dabei belegte er als Startläufer zusammen mit Nikolai Kruglow, Sergei Konowalow und Michail Kotschkin den siebten Rang. 2003 bestritt er für Kirgisistan drei Rennen bei den Biathlon-Weltmeisterschaften, er wurde 40. im Einzel, 49. im Sprint und erreichte mit Platz 38 in der Verfolgung sein bestes Ergebnis. Seinen einzigen Podestplatz bei einem internationalen Wettbewerb – außer Sommerbiathlon – erzielte er bei den Europameisterschaften 2000, als er mit der russischen Staffel (Bechterew, Kotschkin, Batmanow, Muslimow) auf Platz drei einkam. Er war einmal Juniorenweltmeister, zweimal russischer Meister und bekam den Titel „Internationaler Meister des Sports“ verliehen. Bechterew ist verheiratet, die Familie hat ein Kind. Während seiner aktiven Zeit war er Armeeangehöriger.

## Biathlon-Weltcup-Platzierungen
Die Tabelle zeigt alle Platzierungen (je nach Austragungsjahr einschließlich Olympische Spiele und Weltmeisterschaften).
- 1.–3. Platz: Anzahl der Podiumsplatzierungen
- Top 10: Anzahl der Platzierungen unter den ersten zehn (einschließlich Podium)
- Punkteränge: Anzahl der Platzierungen innerhalb der Punkteränge (einschließlich Podium und Top 10)
- Starts: Anzahl gelaufener Rennen in der jeweiligen Disziplin

| Platzierung | Einzel | Sprint | Verfolgung | Massenstart | Staffel | Gesamt |
| ----------- | ------ | ------ | ---------- | ----------- | ------- | ------ |
| 1. Platz    |        |        |            |             |         |        |
| 2. Platz    |        |        |            |             |         |        |
| 3. Platz    |        |        |            |             |         |        |
| Top 10      |        |        |            |             | 1       | 1      |
| Punkteränge |        |        | 1          |             | 1       | 2      |
| Starts      | 3      | 6      | 3          |             | 1       | 13     |